# Djouher Benane
Djouher Benane, née le 31 décembre 2002, est une boxeuse algérienne.

## Biographie
Djouher Benane remporte la médaille d'argent dans la catégorie des moins de 75 kg aux Championnats d'Afrique de boxe amateur 2022 à Maputo, s'inclinant en finale face à la Mozambicaine Rady Gramane ainsi qu'aux Jeux panarabes de 2023 à Alger.